# Exorista fortis
Exorista fortis är en tvåvingeart som beskrevs av Chao 1964. Exorista fortis ingår i släktet Exorista och familjen parasitflugor. Inga underarter finns listade i Catalogue of Life.